# Архиепархия Сан-Луис-Потоси
Архиепархия Сан-Луис-Потоси (лат. Archidioecesis Sancti Ludovici Potosiensis) — архиепархия Римско-католической церкви с центром в городе Сан-Луис-Потоси, Мексика. В митрополию Сан-Луис-Потоси входят епархии Сьюдад-Вальеса, Матеуалы, Сакатекаса. Кафедральным собором архиепархии Сан-Луис-Потоси является церковь святого Людовика.

## История
31 августа 1854 года Римский папа Пий IX издал буллу Deo Optimo Maximo largiente, которой учредил епархию Сан-Луис-Потоси, выделив её из епархий Мичоакана (сегодня — Архиепархия Морелии) и Гвадалахары (сегодня - Архиепархия Гвадалахары). Первоначально епархия Сан-Луис-Потоси входила в митрополию Мехико. 
В 1863 году и 27 ноября 1960 года епархия Сан-Луис-Потоси передала часть своей территории епархии Сакатекаса и Сьюдад-Вальеса.
5 ноября 1988 года Римский папа Иоанн Павел II выпустил буллу Nihil optabilius, которой возвёл епархию Сан-Луис-Потоси в ранг архиепархии.  
28 мая 1997 года архиепархия Сан-Луис-Потоси передала часть своей территории для возведения новой епархии Матеуалы.   

## Ординарии архиепархии
- епископ Pedro Barajas y Moreno (1854 – 1868);
- епископ Manuel del Conde y Blanco (1869 – 1872);
- епископ José Nicanor Corona e Izarraraz (1873 – 1883);
- епископ Jose Maria Ignacio Montes de Oca y Obregón (1884 – 1921);
- епископ Miguel María de la Mora y Mora (1922 – 1930);
- епископ Guillermo Tritschler y Córdoba (1931 – 1941);
- епископ Gerardo Anaya y Diez de Bonilla (1941 – 1958);
- епископ Luis Cabrera Cruz (1958 – 1967);
- епископ Estanislao Alcaraz y Figueroa (1968 – 1972);
- епископ Ezequiel Perea Sánchez (1972 – 1986);
- епископ Arturo Antonio Szymanski Ramírez (1987 – 1988);
- архиепископ Arturo Antonio Szymanski Ramírez (1988 – 1999);
- архиепископ Luis Morales Reyes  (1999 — 3.04.2012);
- архиепископ Carlos Cabrero Romero (3.04.2012 — 26.03.2022);
- архиепископ Jorge Alberto Cavazos Arizpe (26.03.2022 — по настоящее время).

## Источник
- Annuario Pontificio, Libreria Editrice Vaticana, Città del Vaticano, 2003, ISBN 88-209-7422-3
- Булла Nihil optabilius Архивная копия от 17 мая 2014 на Wayback Machine  (лат.)